# Vigna radiata

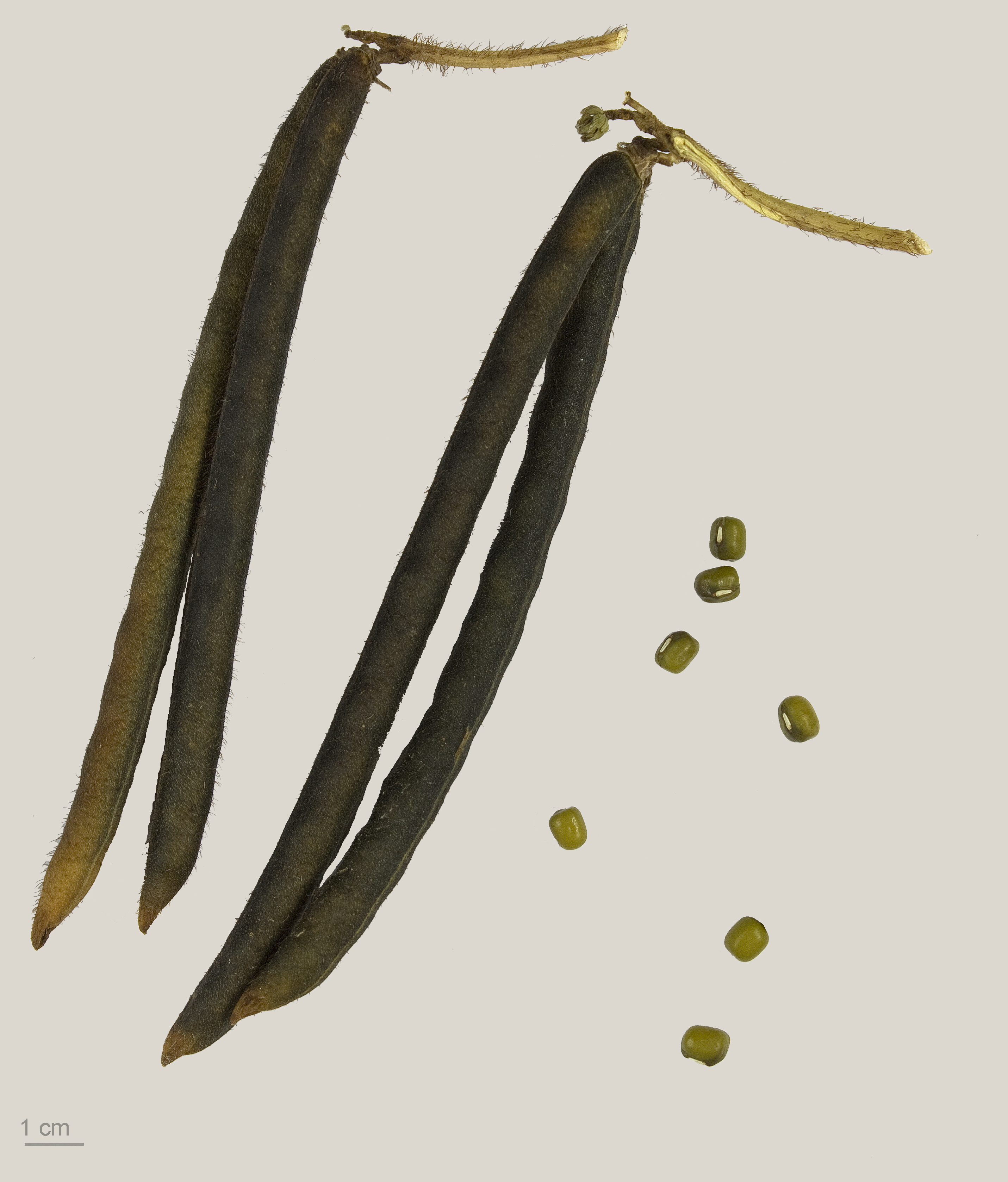
Vigna radiata - MHNT

Conhecida no Brasil como feijão-moyashi, feijão-mungu, feijão-mungo, vielum, feijão-mungu-verde ou feijão-da-china (Vigna radiata) é uma planta leguminosa, muito utilizada na produção de brotos comestíveis, conhecidos como moyashi.
Em Moçambique, é conhecida pelos nomes de feijão-soroco.

## Características
Provavelmente nativa da Indonésia e muito cultivada no Sudeste da Ásia, na Índia, África, América do Norte e Brasil. Tal espécie possui flores verde-amareladas e vagens lineares, amareladas, comestíveis, com sementes ovoides, pequenas, verde-amareladas, de grande valor alimentício e com propriedades medicinais. 